# Francisco Rodríguez (baseballista)
Francisco José Rodríguez Sr (ur. 7 stycznia 1982) – wenezuelski baseballista występujący na pozycji miotacza.

## Przebieg kariery
We wrześniu 1998 podpisał kontrakt jako wolny agent z Anaheim Angels i początkowo występował  klubach farmerskich tego zespołu, między innymi w Salt Lake Stingers, reprezentującym poziom Triple-A. W Major League Baseball zadebiutował 18 września 2002 w meczu przeciwko Oakland Athletics, w którym rozegrał jedną zmianę, oddając jedno uderzenie.
W American League Division Series 2002, w których Angels pokonali New York Yankees 3–1, zanotował dwa zwycięstwa. W American League Championship Series Angels wygrali z Minnesota Twins 4–1, a Rodríguez ponownie zaliczył dwie wygrane. W World Series przeciwko San Francisco Giants zagrał w czterech meczach notując bilans 2–0 i mając wówczas 20 lat i 286 dni, został najmłodszym miotaczem w historii MLB, który zaliczył zwycięstwo w meczu World Series.
W sezonie 2004 po raz pierwszy wystąpił w Meczu Gwiazd, a w dwóch kolejnych latach zwyciężał w American League w klasyfikacji pod względem liczby save'ów. 2 września 2008 w meczu przeciwko Detroit Tigers został najmłodszym w historii ligi relieverem, który osiągnął pułap 200 save'ów. W tym samym roku ustanowił rekord MLB, zaliczając w sezonie zasadniczym 62 save'y.
W grudniu 2008 podpisał trzyletni z opcją przedłużenia o rok kontrakt wart 51 milionów dolarów z New York Mets. W lipcu 2011 w ramach wymiany zawodników przeszedł do Milwaukee Brewers i 22 czerwca 2013 w meczu z Atlanta Braves osiągnął pułap 300. save'ów jako 25. baseballista w historii MLB. Miesiąc później został oddany do Baltimore Orioles, w którym występował do końca sezonu 2013.
W lutym 2014 podpisał roczną umowę z Milwaukee Brewers. W lipcu 2014 po raz piąty w karierze otrzymał powołanie do Meczu Gwiazd. 27 września 2014 w spotkaniu z Chicago Cubs zaliczył 348 save'a w karierze i przesunął się na 10. miejsce w klasyfikacji wszech czasów. W lutym 2015 podpisał jako wolny agent nowy dwuletni kontrakt wart 13 milionów dolarów z Brewers.
W listopadzie 2015 został zawodnikiem Detroit Tigers. 5 września 2016 w meczu przeciwko Chicago White Sox zaliczył 425. save w MLB i wyprzedził w klasyfikacji wszech czasów czwartego pod tym względem Johna Franco.

## Nagrody i wyróżnienia
| Nagroda/wyróżnienie                  | Lata                               | Źródło |
| 6× All-Star                          | 2004, 2007, 2008, 2009, 2014, 2015 | [ 1 ]  |
| Zwycięzca w World Series             | 2002                               | [ 5 ]  |
| 2× AL Rolaids Relief Man of the Year | 2006, 2008                         | [ 1 ]  |